# Scarth (Manitoba)
Pour les articles homonymes, voir Scarth et Scarth (bande dessinée).
Scarth est une communauté non incorporée du Manitoba située dans l'Ouest de la province et faisant partie de la municipalité rurale de Pipestone. La localité est située à approximativement 13 km (8 miles) au sud de Virden.

## Référence
- (en) Cet article est partiellement ou en totalité issu de l’article de Wikipédia en anglais intitulé « Scarth, Manitoba » (voir la liste des auteurs).